# Cattedrale di San Tommaso (Ciudad Bolívar)
La cattedrale di San Tommaso o cattedrale metropolitana di Ciudad Bolívar o semplicemente cattedrale di Ciudad Bolívar è una chiesa cattolica che si trova di fronte a piazza Bolívar in Ciudad Bolívar, capitale dello Stato di Bolívar nella regione della Guayana in Venezuela.
Si tratta di una chiesa che segue il rito romano o latino e funge da cattedrale dell'arcidiocesi di Ciudad Bolívar (Archidioecesis Civitatis Bolivarensis) che fu creata il 21 giugno 1958 con lo status di arcidiocesi metropolitana, mediante la bolla Magna quidem di Papa Pio XII. Come indica il suo nome fu dedicata all'apostolo san Tommaso quando la città apparteneva alla diocesi di San Tommaso di Guayana (creata nel 1790). La torre raggiunge un'altezza di 44 metri e la navata centrale è alta 26 metri. Quest'ultima contiene una statua dedicata a San Tommaso apostolo.

## Storia

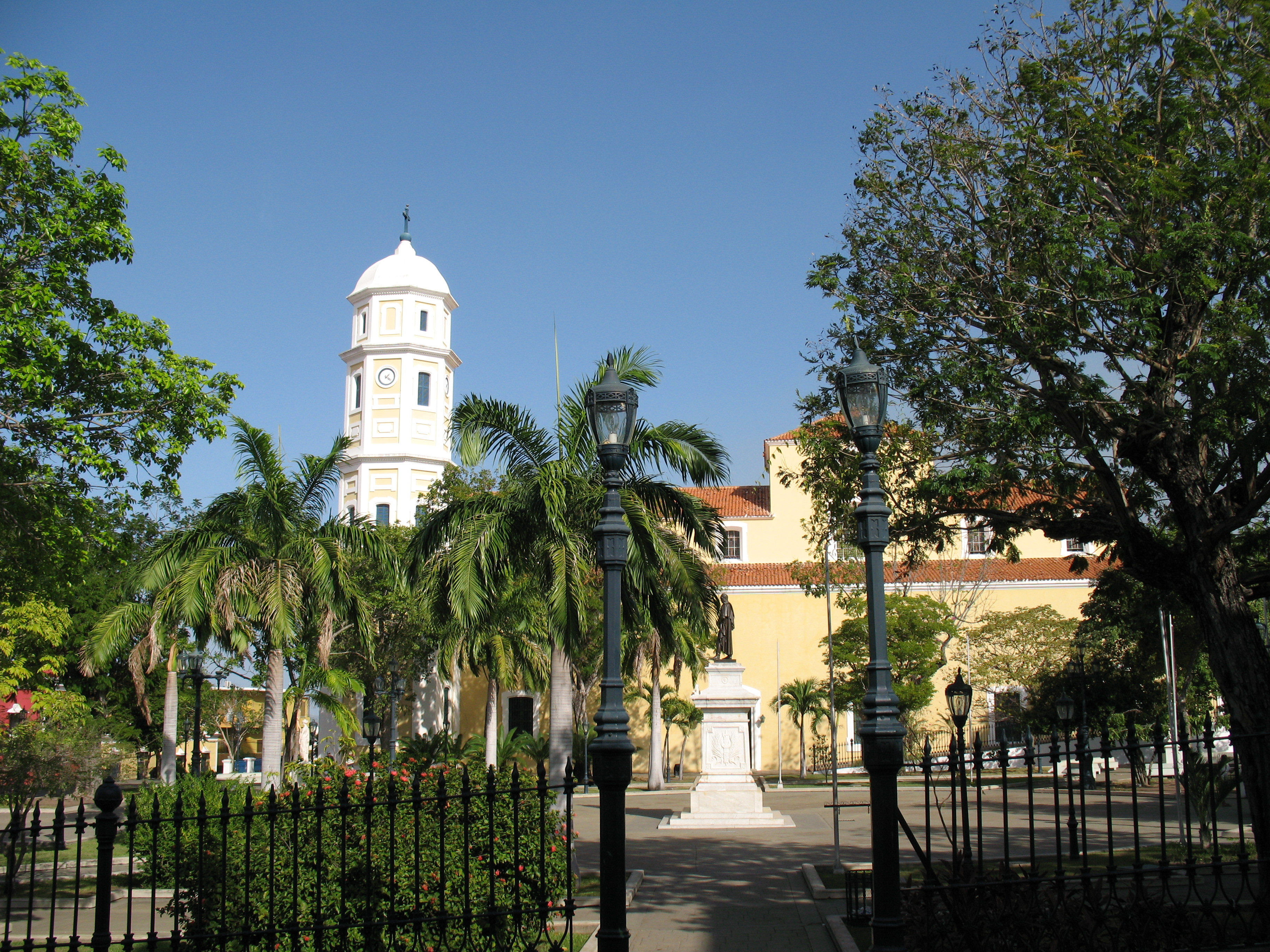
Vista della cattedrale di fronte alla Piazza Bolívar

Fu inaugurata nel 1841 da monsignor Mariano de Talavera y Garcés. La sua immagine più antica fu portata dall'Europa probabilmente nel 1790.
Il 20 febbraio 1896, il vescovo della diocesi di Guayana, monsignor Antonio María Durán consacrò la cattedrale di Ciudad Bolívar utilizzando le reliquie dei santi martiri Macario, Vittorio, Urbano e Agata, che espressamente aveva chiesto al Sommo Pontefice di Roma.
Disponendo monsignor Durán di una considerevole somma di denaro che Don José Lezama lasciò alla sua morte affinché fosse impiegata a beneficio della cattedrale, fece eseguire la pavimentazione in mosaico e montare l'altar maggiore, regalo dello stesso Don José Lezama e di sua moglie. Inoltre fece montare il gruppo scultoreo del battistero, donato da Don Antonio Liccioni e collocò l'altare di Nostra Signora di Lourdes sotto la torre. Fece dipingere a olio tutto l'interno della chiesa e decise di consacrare la cattedrale, che era solo stata benedetta nel 1841, da monsignor Talavera. Fondò il Collegio di Nostra Signora delle Nevi e il Bollettino Ecclesiastico, diretto da Domingo María Luzardo.
La chiesa fu proclamata cattedrale il 20 maggio 1790 con la creazione della diocesi di Guayana da parte di papa Pio VI e con la promozione del re Carlo IV di Spagna, benché la sua costruzione non fosse ancora del tutto terminata. La conclusione della costruzione fu possibile grazie agli sforzi di monsignor Mariano Talavera y Garcés, che galvanizzò tutti gli abitanti affinché apportassero il loro contributo sostanzioso e più decisivo.
Il 23 febbraio 1841 fu possibile concludere i lavori di costruzione della cattedrale di Ciudad Bolívar, dopo 75 anni dall'inizio, praticamente insieme alla fondazione della città nel 1764 da parte di Joaquín Moreno de Mendoza; ma chi realmente fece decollare la sua costruzione con l'ingegner Bartolomé de Amphous, fu il governatore Manuel Centurión Guerrero de Torres, utilizzando gli incassi provenienti da alcune imposte distolti successivamente dal governatore Miguel Marmión. La cattedrale, più piccola dell'attuale e priva di torre campanaria, fu benedetta da Mariano Talavera y Garcés che vi celebrò la Messa il 25 marzo di quell'anno.
Davanti alla penosa situazione, monsignor Talavera mise in gioco tutte le risorse della sua influenza e dignità per concludere una volta per tutte la costruzione della cattedrale. Riuscì a ottenere tra i fedeli, in una popolazione di ottomila persone, 19.000 pesos con i quali la cattedrale fu terminata (senza la torre) e benedetta il 25 marzo 1841, un anno prima che la sua carica scadesse per klasciare il posto a monsignor Mariano Fernández Fortique, che istituì una giunta formata dal vicario, fra' Arcángel de Tarragona, Santos Gáspari e Merced Ramón Montes, per gestire la conclusione dei lavori della torre.
Ma la cattedrale costruita con tanto sforzo da monsignor Talavera y Garcés non era la stessa progettata dall'ingegner Bartolomé Amphoux. Il desiderio di terminarla, la lasciò senza frontone, cioè, senza il secondo corpo della sua facciata. I pilastri furono "incoronati" con quattro pinnacoli e tra i due centrali fu eretto un coronamento con una nicchia per statue e, sopra di essa, una croce.
Successivamente vi furono altri lavori, tra i quali, una lastra in cemento sulle travi nelle navate laterali e la sostituzione del poggio con una scalinata semicircolare costruita dal governo regionale (1924-1930), che iniziava dalla via Igualdad y Bolívar.
Il 25 maggio 1922, il vescovo Miguel Antonio Mejía ampliò la cattedrale verso la via Amor Patrio, abbracciando l'Oratorio di Sant'Antonio, lavori affidati al costruttore più stimato della città, Antonio Valera Villalobos. Durante la gestione dell'arcivescovo Crisanto Mata Cova (1966-1986), la cattedrale fu ricostruita e restaurata secondo i progetti originali.
All'architetto Graziano Gasparini, allora direttore del Patrimonio Storico e Artistico del Consiglio Nazionale della Cultura, spettò di assistere nelle opere con l'architetto tecnico Juan Serrano e la sua équipe di lavoro. Sul poggio fu collocato una scultura su san Tommaso e l'orologio della torre, che era stato danneggiato da un fulmine, fu rimpiazzato da uno moderno di 13 campane, fabbricato in Olanda.

## Fucilazione di Manuel Piar
Prima della costruzione della cattedrale, a una delle sue future pareti, il 16 ottobre 1817, venne fucilato un personaggio illustre dell'indipendenza, Manuel Piar. La parete è quella che dà sulla piazza Bolívar, dalla quale si può vedere il foro prodotto da una delle pallottole che gli furono indirizzate con la fucilazione.